# 후지이 미호나
후지이 미호나(일본어: 藤井 みほな, 1974년 11월 12일 - )는 도쿄도 출신의 만화가이다. 1990년에, 무쟈키나 마마데 (리본 오리지널 가을호)로 데뷔하였다. 아시아대학 단기대학부를 졸업하였으며 아이들의 장난감으로 유명한 만화가 오바나 미호와 절친한 것으로 유명하다.

## 활동
집영사의 만화 잡지인 리본, 마가렛 등에서 활약하고 있다. 대표작 GALS!는, 2001년에 "초 GALS! 코토부키 란" (슈퍼갤즈 고토부키 란)이라는 제목의 애니메이션으로 제작되어 테레비도쿄 계에서 방송되었다. 출연 성우였던 토요구치 메구미, 쿠기미야 리에와 3명이서 〈뮤지컬 동맹〉을 결성했다.

## 코믹스
리본 마스코트 코믹스
- START!
- 스파이시 걸
- 패션 걸즈(한국:열정소녀) 전 5권
- 용왕마법진 전 3권
- 눈꽃잎
- 비밀의 화원
- 슈퍼☆프린세스
- GALS! 전 10권

마가렛 코믹스
- 도쿄 엔젤스 1, 2, ３권

## 같이 보기
- 이치이 사야카